# Himmlischer König
Himmlischer König (Βασιλεῦ Οὐράνιε) ist der Beginn eines Grundgebetes der orthodoxen Kirche. Dieses Gebet ist eine Anrufung des Heiligen Geistes, mit der in der orthodoxen Kirche alle Gebete und nahezu alle Gottesdienste eingeleitet werden.
An diesem Gebet wird deutlich, welchen großen Stellenwert der Heilige Geist in der Ostkirche hat, was teilweise mit dem dogmatischen Streit um das filioque zusammenhängt. Der Heilige Geist wird nämlich sehr deutlich als eine Person gesehen und weniger als eine „Kraft Gottes“, denn er ist nach der Lehre der Kirche die dritte göttliche Person. Ein vergleichbares Gebet existiert in den westlich-lateinischen Kirchen nicht.
Alter oder Autor des Textes sind unbekannt, das Gebet dürfte nicht vor das 9. Jh. zurückgehen, da es in der liturgischen Sammlung von Theodor Studites († 826) fehlt. Sicher nachweisbar ist seine Verwendung in der byzantinischen Liturgie ab dem späteren 11. Jh.
In der orthodoxen Liturgie war das Gebet Himmlischer König zunächst Teil der Pfingstliturgie. Später fand es zudem einen festen Platz zu Beginn der „Einleitungsgebete“: Nach Himmlischer König folgt das dreimalige Beten des Trisagion und darauf das Ehre sei dem Vater. Nach einem Gebet zur Heiligen Dreifaltigkeit (Παναγία Τριάς), einem dreimaligen Kyrie eleison und Wiederholung des Ehre sei dem Vater, schließen die Einleitungsgebete dann mit dem Vaterunser ab. Diese Anordnung ist erstmals um 1090 belegbar, findet aber erst seit dem 15. Jh. allgemeine Verwendung.
Ferner bezeichnete sich Hong Xiuquan, Anführer der Taiping-Rebellion in China gegen die Qing-Dynastie als „Himmlischer König“.

## Wortlaut

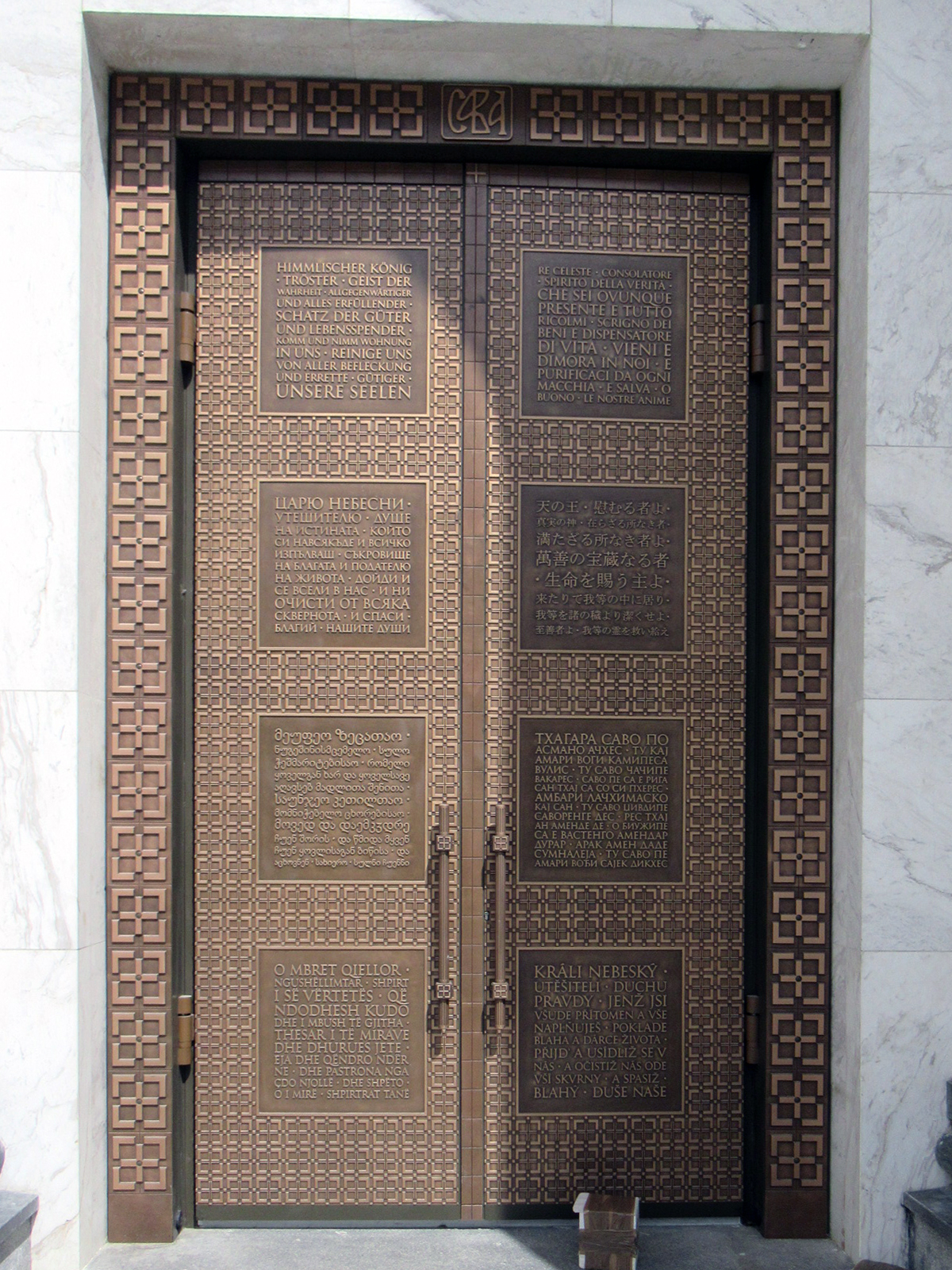
Türen des Doms des Heiligen Sava in Belgrad mit dem Gebet „Himmlischer König“, in deutscher Sprache oben links

Βασιλεῦ Οὐράνιε, Παράκλητε, τό Πνεῦμα τῆς Ἀληθείας, ὁ Πανταχοῦ Παρὼν καὶ τὰ Πάντα Πληρῶν, ὁ Θησαυρός τῶν Ἀγαθῶν καὶ Ζωῆς Χορηγός, ἐλθὲ καὶ σκήνωσον ἐν ἡμῖν καὶ καθάρισον ἡμᾶς ἀπὸ πάσης κηλῖδος καὶ σῶσον, Ἀγαθὲ τὰς ψυχὰς ἡμῶν.
Himmlischer König, Tröster, du Geist der Wahrheit, Allgegenwärtiger und Alles Erfüllender, Schatz der Güter und Lebensspender, komm und nimm Wohnung in uns, reinige uns von aller Befleckung und errette, Gütiger, unsere Seelen.